# Ruperče
Ruperče so naselje v Mestni občini Maribor.